# Dettmannsdorf
Dettmannsdorf est une municipalité allemande du land de Mecklembourg-Poméranie-Occidentale et l'arrondissement de Poméranie-Occidentale-Rügen. En 2013, elle comptait 985 hab.